# Slavín (Bratislava)
Slavín is een oorlogsmonument voor Soviet-Soldaten die tijdens de Tweede Wereldoorlog op het grondgebied van West-Slowakije zijn omgekomen. Het is naast de begraafplaats voor de Eerste Wereldoorlog in stadsdeel Petržalka de enige oorlogsbegraafplaats in Bratislava.
Het monument werd gebouwd in de jaren 1957-1960 en werd ceremonieel onthuld ter gelegenheid van de 15e verjaardag van de bevrijding van de stad Bratislava door het Rode Leger. De ontwerper van de artistieke stukken van het monument is Ján Svetlík. In 1962 werd Slavín uitgeroepen tot nationaal monument. In de 6 massagraven en de 317 individuelen graven, zijn in totaal 6.845 soldaten begraven.
Door de bouw van Slavín werd de toren van de Panny Márie Snežnej-kerk gesloopt zodat deze het zicht niet zou belemmeren. Oorspronkelijk zou de toren met de helft worden verkleind, maar uiteindelijk werd hij volledig gesloopt.

## Plaats
Slavín ligt aan de voet van de Kleine Karpaten en is een van de toeristische trekpleisters van Bratislava. Vanaf de trappen naar de begraafplaats toe is er een uitzicht over de stad.

## Monument
In het midden van de begraafplaats staat een 39,5m hoge obelisk met op de punt een 7 meter hoog standbeeld van een Soviet-soldaat die een vlag vasthoud, ontworpen door de beeldhouwer Alexander Trizuljak.
Op de begraafplaats staan nog andere standbeelden door de Slowaakse beeldhouwers en architecten Tibor Bártfay, Ján Kulich, Jozef Kostka en de Tsjech Ladislav Snopek.

## Belangrijke gebeurtenissen
- In 2005 bezocht de Russische president Vladimir Poetin Slavín ter gelegenheid van zijn bezoek aan Slowakije als onderdeel van een ontmoeting met George Bush.

## Galerij

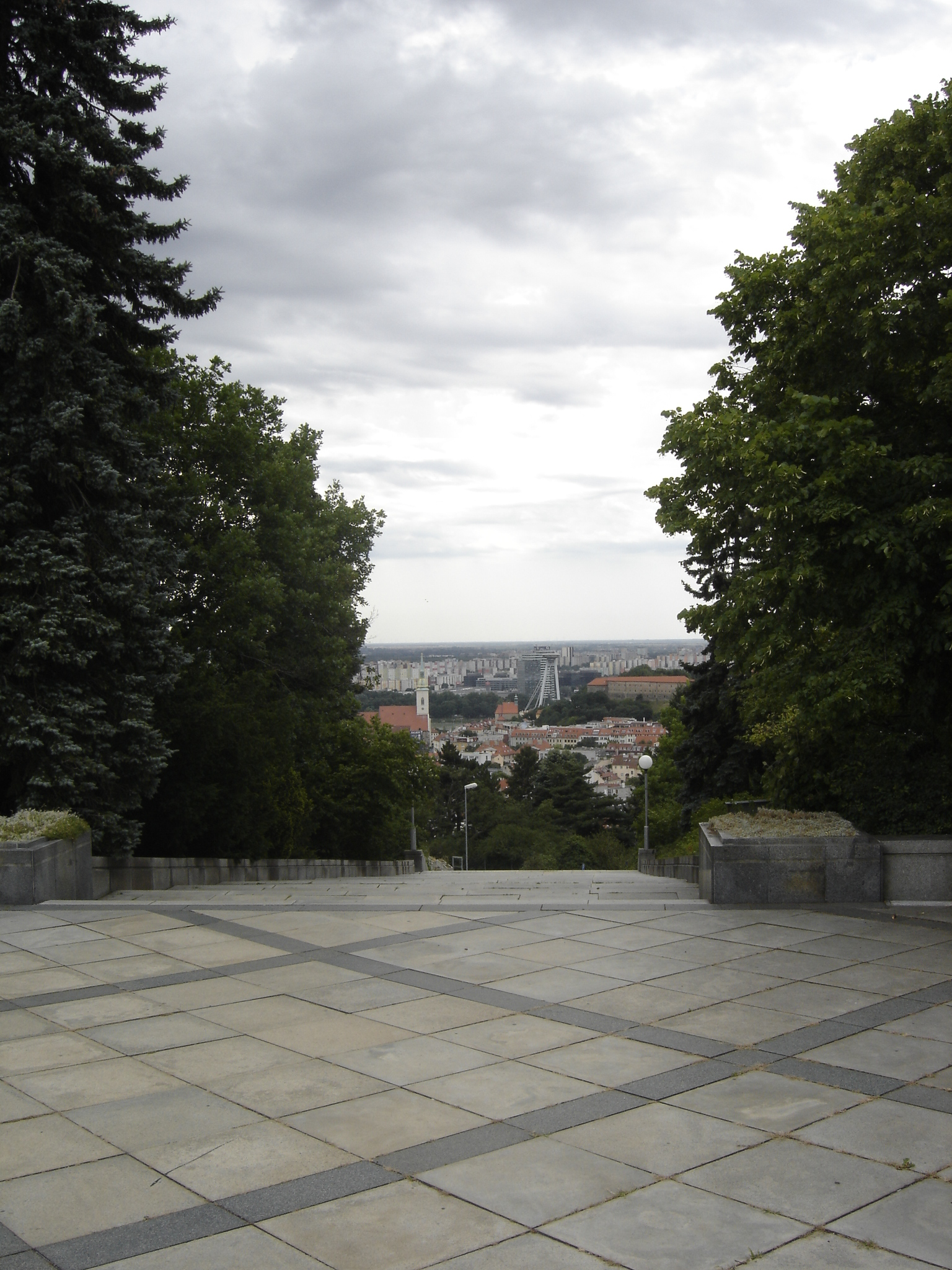
Uitzicht op Bratislava
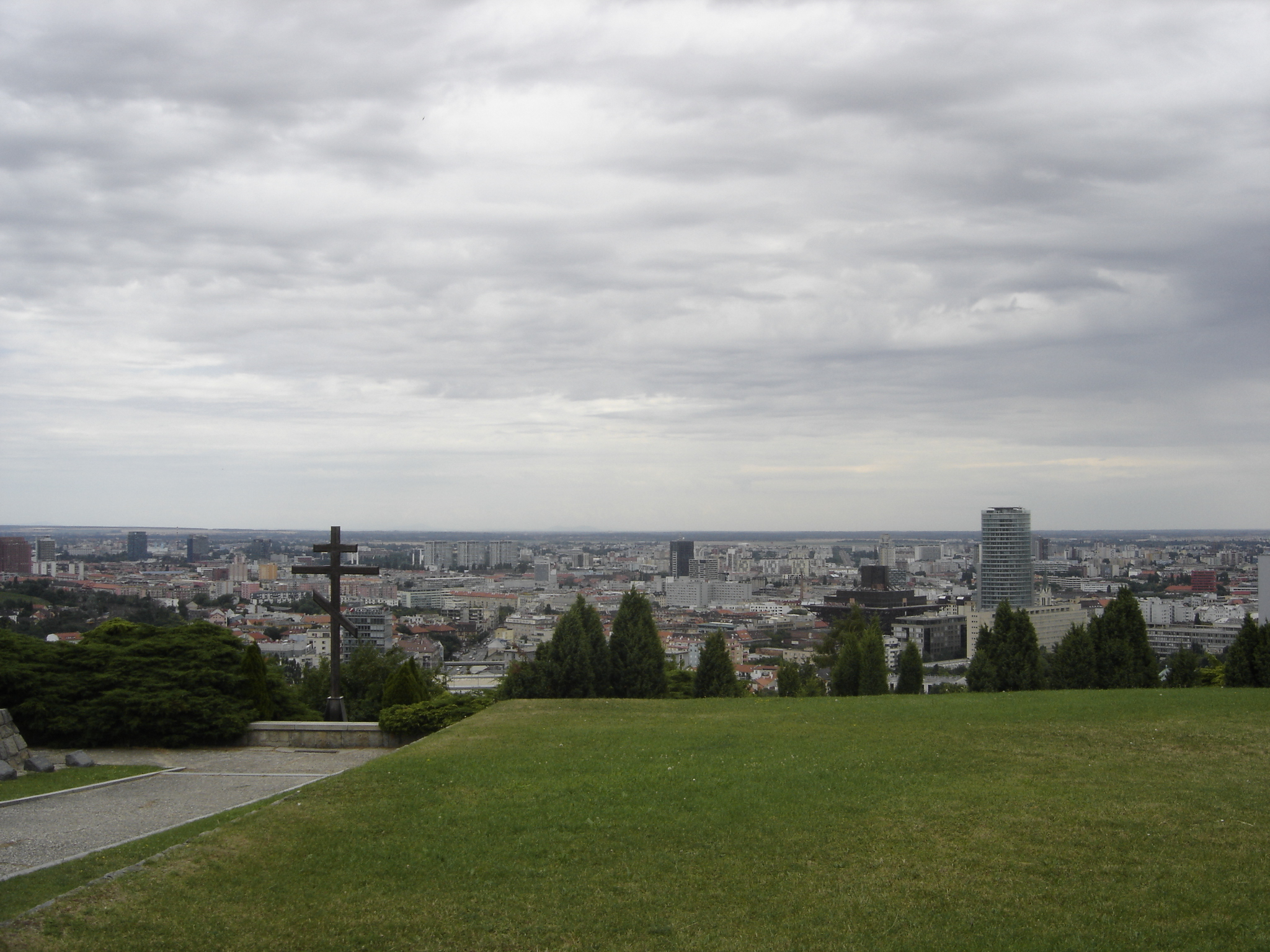
Uitzicht op Bratislava
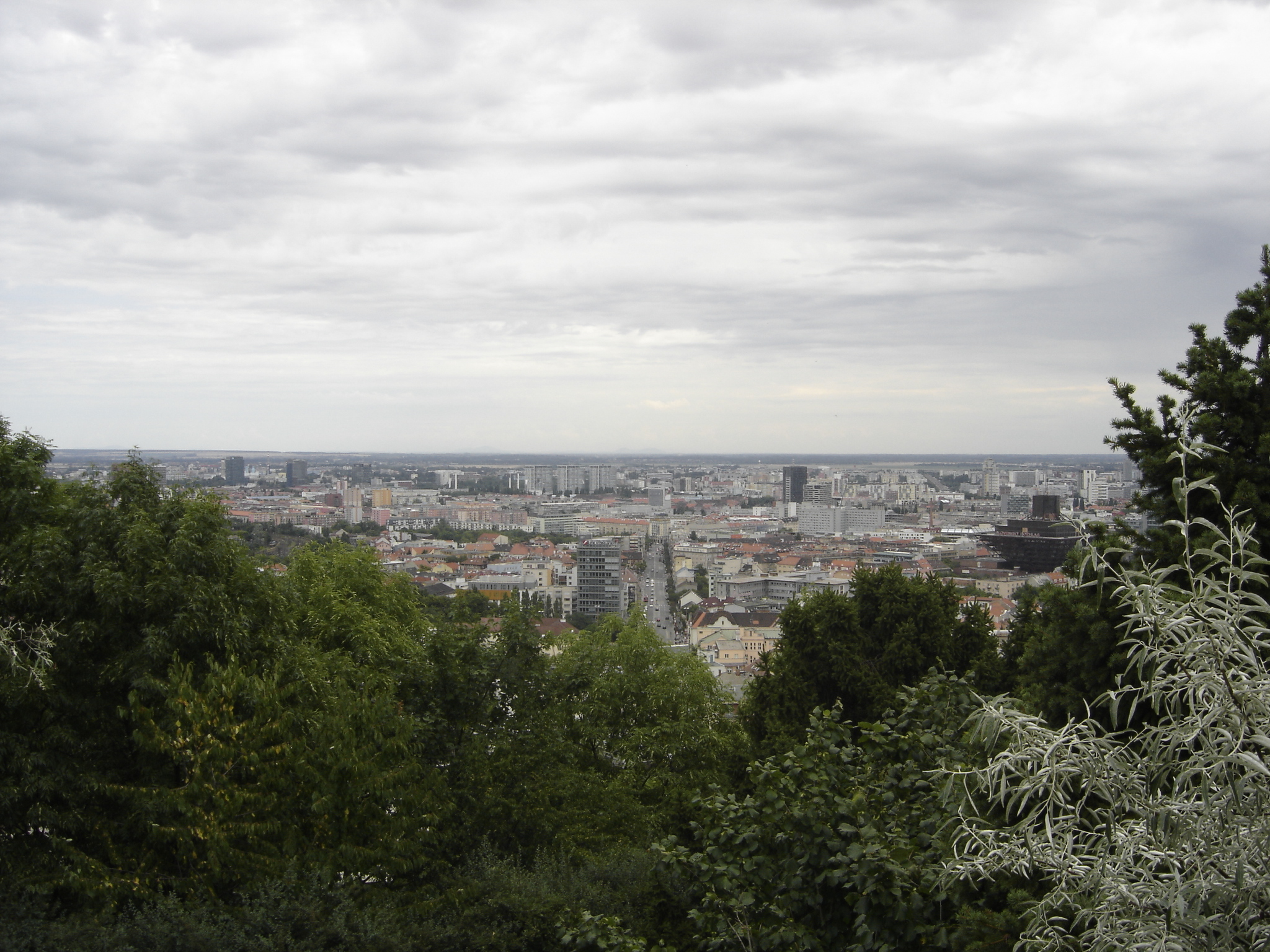
Uitzicht op Bratislava
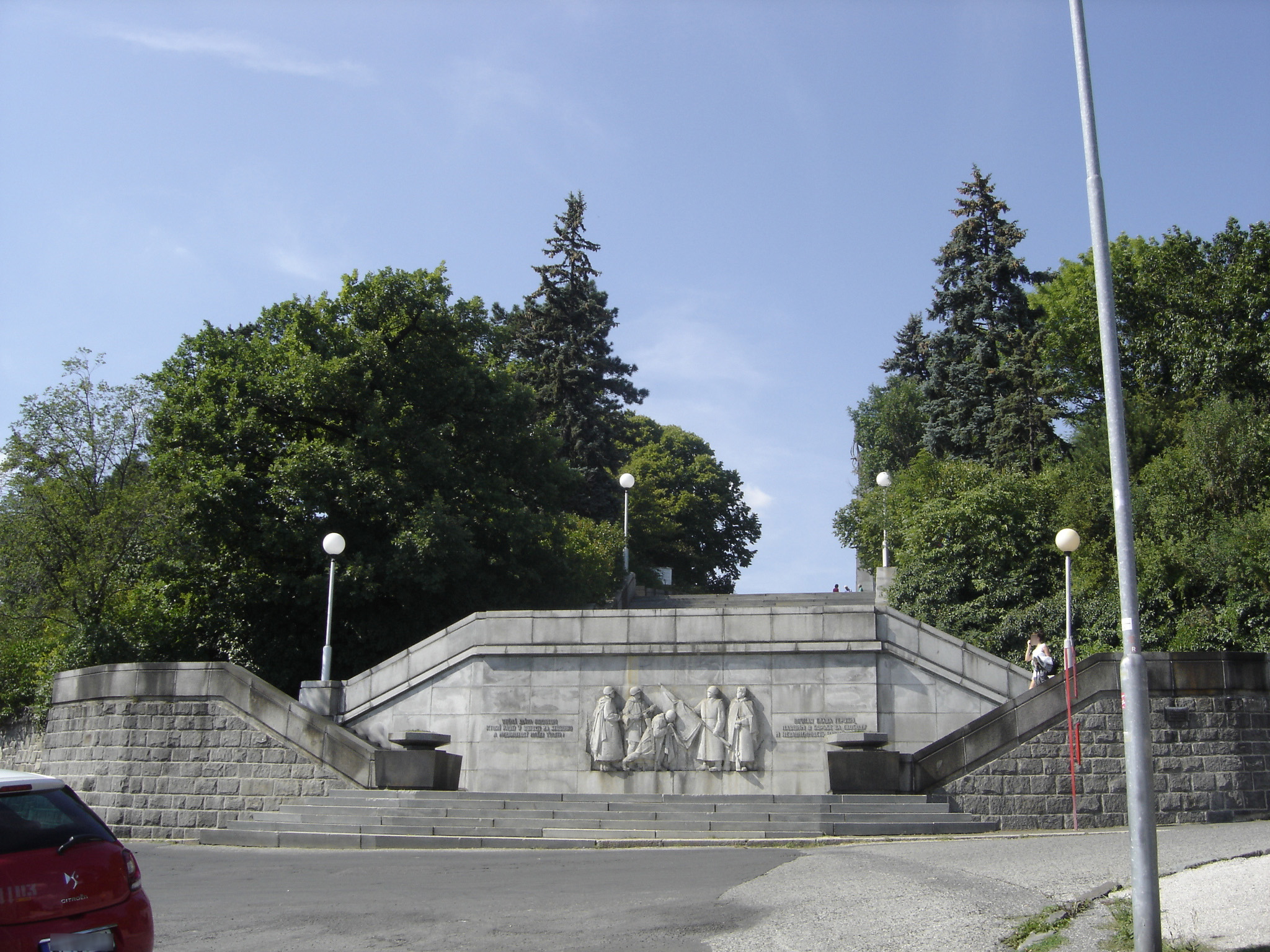
Toegang tot het gebied vanaf de Mišikova- en Na Slavíne-straat. (Zuidwesten)
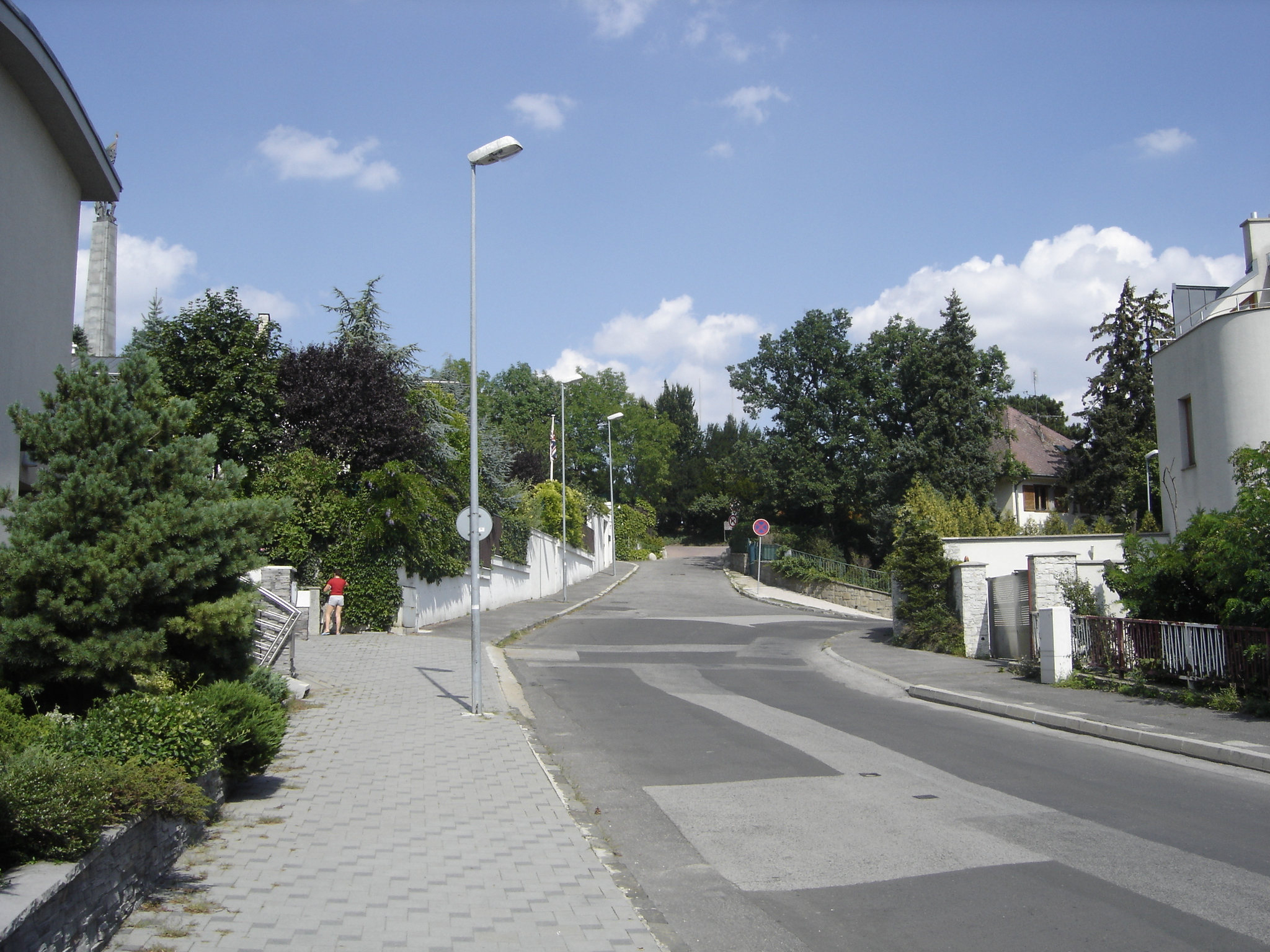
Toegang tot de begraafplaats vanaf de Stará vinárska-straat.
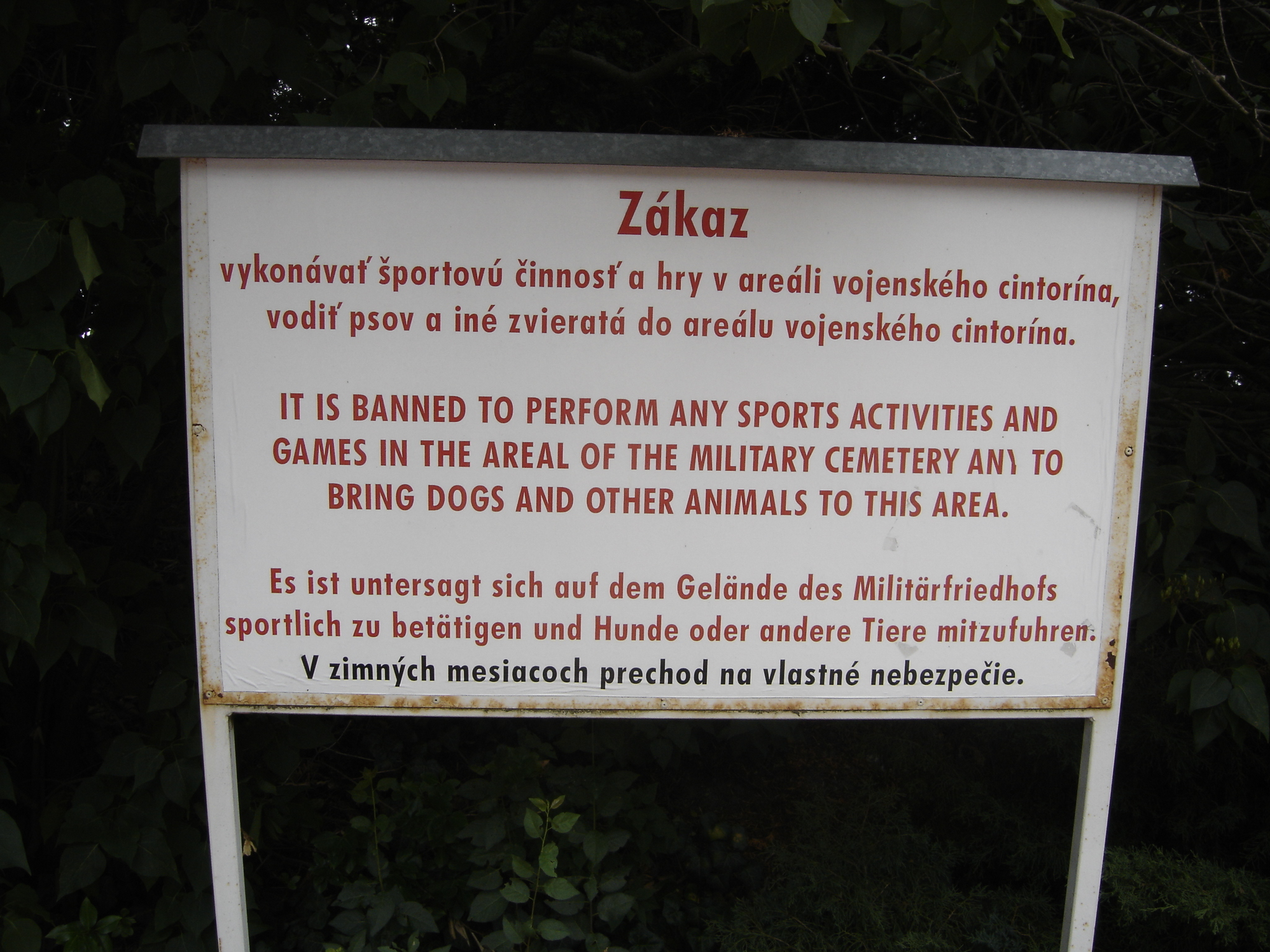
Informatiebord voor bezoekers in 3 talen.
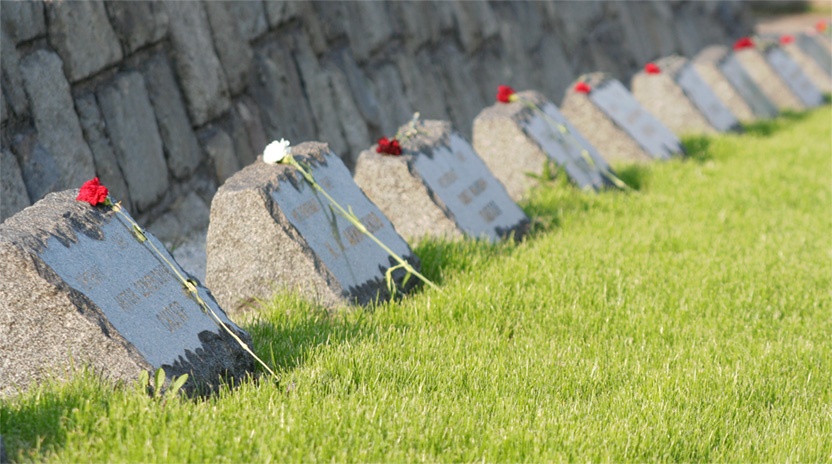
Bloemen op de graven van Sovjet-soldaten, 4 april
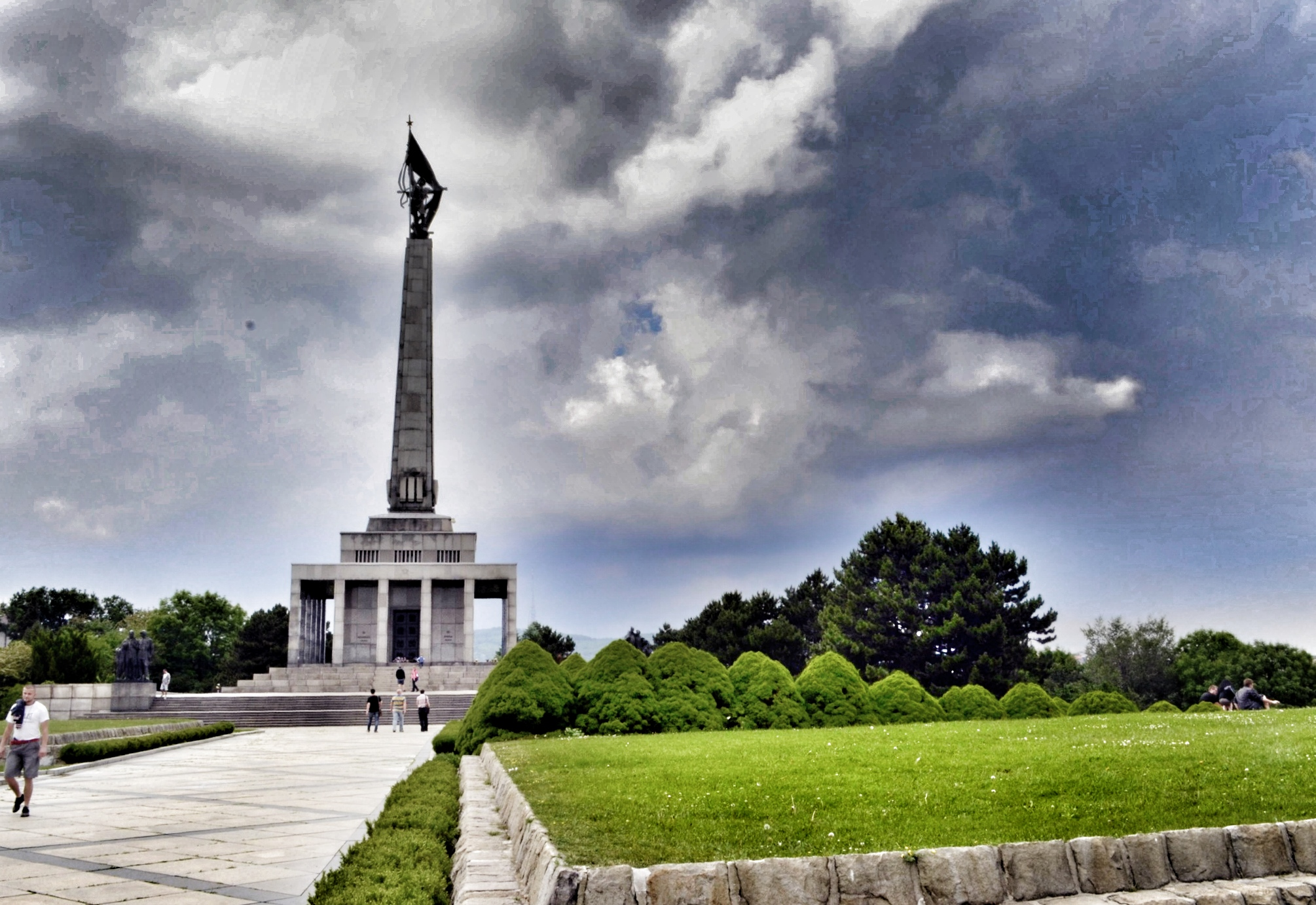
Slavín-monument 2012
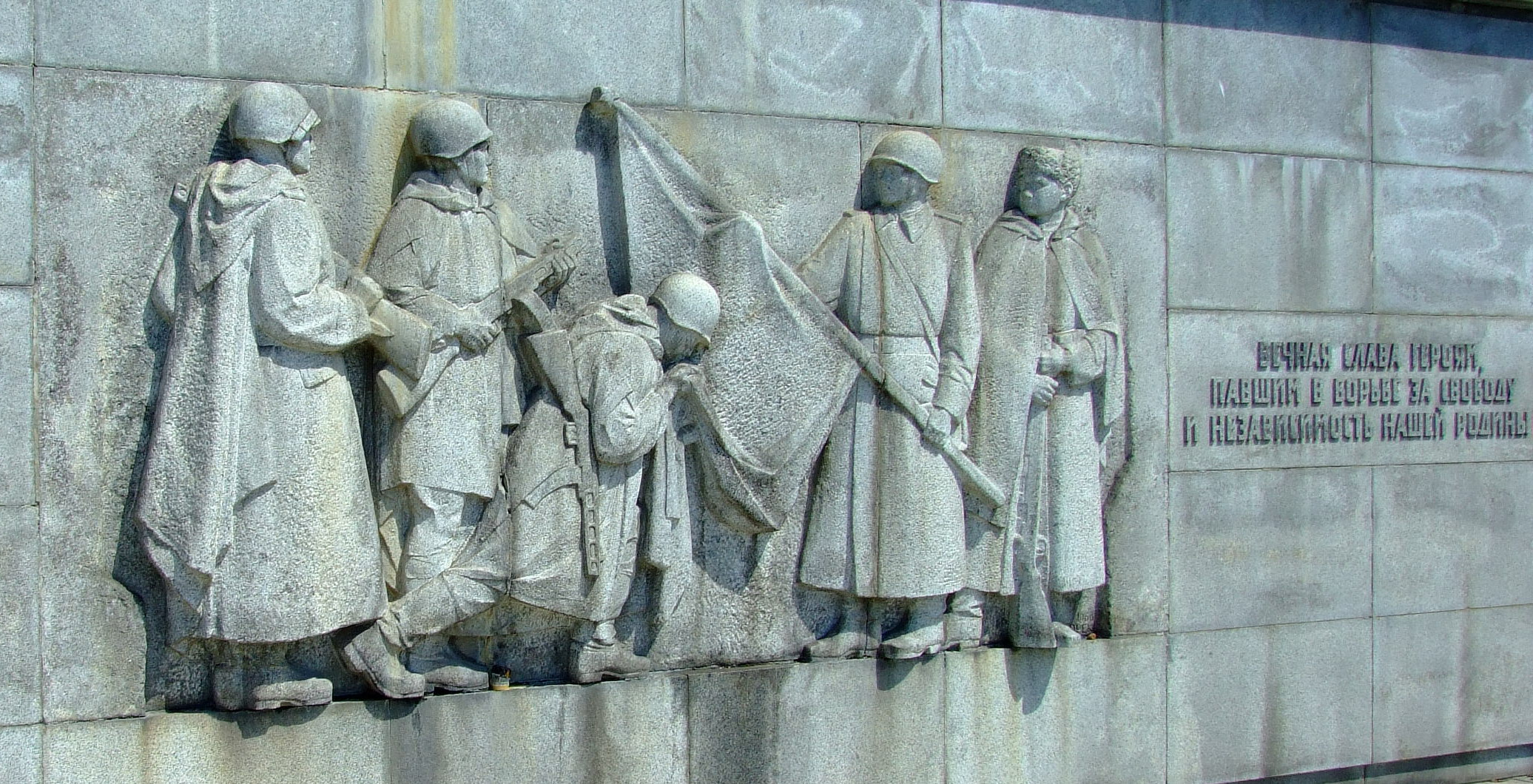
Standbeeld met soldaten.
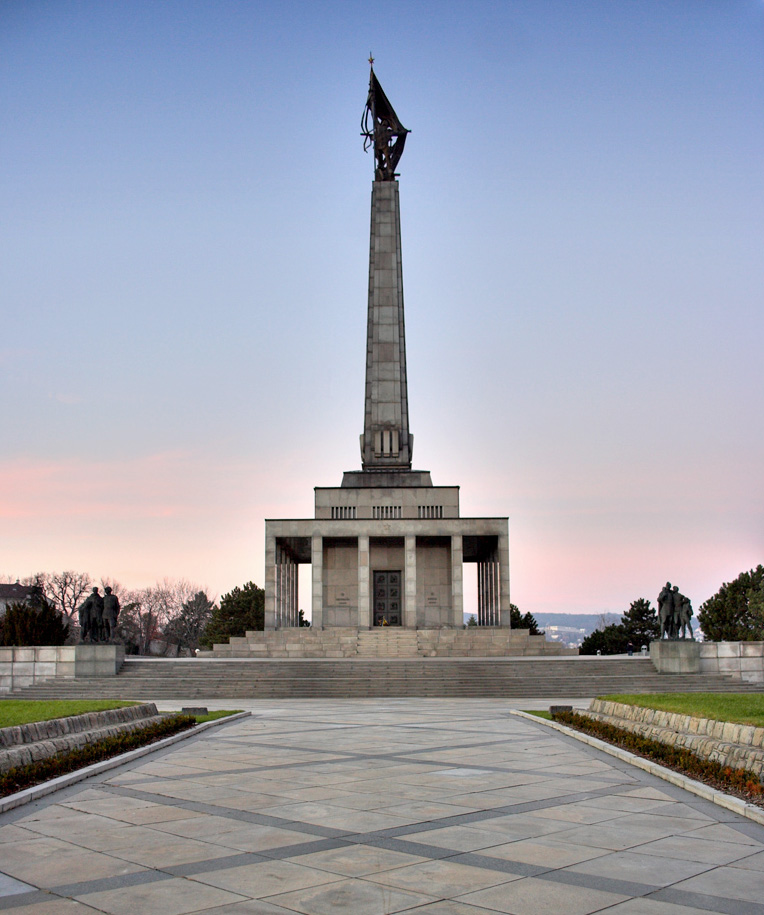
Uitzicht op het monument